# Orotukan
Orotukan – osiedle typu miejskiego w Rosji, w obwodzie magadańskim, w rejonie jagodnińskim, położone przy Trakcie Kołymskim. W 2010 roku liczyło 1531 mieszkańców.